# Кортни Кардашијан
Кортни Мери Кардашијан (енгл. Kourtney Mary Kardashian; Лос Анђелес, 18. април 1979) је америчка телевизијска личност, ријалити звезда, предузетница и манекенка јерменског порекла. Прославила се ријалити емисијама У корак са Кардашијанима, Кортни и Клои освајају Мајами, Кортни и Ким освајају Њујорк и Кортни и Клои освајају Хемптон

## Почеци
Кортни је рођена у Лос Анђелесу. Најстарије је дете познатог америчког адвоката Роберта Кардашијана и Крис Џенер, сестра је Ким Кардашијан, Клои Кардашијан и Роба Кардашијана. Године 1991. њени родитељи се разводе и њена мајка се исте године удаје за олимпијца Брус Џенер (Брус касније мења пол и постаје Кејтлин Џенер). Године 1995. рађа се Кендал Џенер Кортнина прва полусестра, године 1997. рађа се Кајли Џенер њена друга полусестра.
Похађала је католичку средњу школу и после матурирања преселила се у Далас где је почела студије на Методистичком Универзитету који је похађала две године. Касније се преселила у Тусон, Аризона и наставила студије на Универзитету Аризоне где је дипломирала уметност и шпански језик.

## Каријера
Америчкој јавности се први пут представила 2005. ријалити емисијом Прљаво богати, а касније 2007. емисијом У корак са Кардашијанима 2009. спин офом - Кортни и Клои освајају Мајами, 2011. спин офом - Кортни и Ким освајају Њујорк и 2014. спин офом - Кортни и Клои освајају Хемптон.
Појавила се на насловним странама магазина Максим, Космополитан, GQ, 994.

## Лични живот
Кортни има сина са бившим дечком Скотом Дисиком, Мејсона Даша Дисика који је рођен 14. децембра 2009. 8. јула 2012. године, Кортни и Скот добили су друго дете, ћерку Пенелопи Дисик. Млади пар је 2014. поново проширио своју породицу. Њихово треће дете, син Реџ Дисик на свет је дошао 14. децембра 2014. године.
Кортни и Скот су раскинули 6. јула 2015. године, после 10 година везе, а као разлог наводи се његова злоупотреба супстанци. Кортни је од 2020. године у вези са репером Трависом Баркером за кога се 15. маја 2022. званично и удала.